# 奥利维耶·布瓦万
奥利维耶·布瓦万（法語：Olivier Boivin，1965年6月6日—），法国男子皮划艇运动员。他曾代表法国参加1992年夏季奥林匹克运动会皮划艇比赛，获得男子双人划艇1000米铜牌。